# Reynaldo Arenas
Reynaldo Arenas Horna (Cusco, 16 de agosto de 1944) es un actor peruano de teatro, cine y televisión que también incursionó brevemente en el doblaje en la década de los ochenta.
Uno de sus roles más destacados en el cine fue el de Túpac Amaru II en Túpac Amaru (1984). Además, participó en fotonovelas.

## Biografía
Reynaldo Arenas nació el 16 de agosto de 1944, en la calle Fierro de Cusco donde creció hasta ser llevado a Lima a los 5 años. A la edad de 6, su madre, María Olinda Horna, enfermó y lo dejó por 18 meses en el Puericultorio Pérez Araníbar, donde fue inculcado por los Hermanos Maristas en la poesía, la música, la danza y el trabajo manual. Tras dejar el Puericultorio, fue a vivir hasta con su madre trabajando en la casa del poeta Luis Hernández donde compartió con él la pasión por las artes escénicas y montaban obras teatrales en verano.
Llevó sus estudios secundarios en el colegio Lima San Carlos, donde debutó en la actuación a los 11 años interpretando a un soldado romano en la escenificación de la Pasión de Cristo. Al dejar la secundaria, trabajó como auxiliar en un colegio particular donde conoció a Guillermo Ugarte Chamorro, quien le daría una solicitud beca para estudiar en la academia Histrión Teatro de Arte. A los 23 años, César Urueta Alcántara, un maestro de la academia, lo preparó para entrar a la Escuela Nacional Superior de Arte Dramático (ENSAD), en donde se graduó en 1976. Ese mismo año, participó en un casting donde salió elegido para interpretar a Atahualpa en un programa de la BBC, a partir de ahí adquirió un compromiso con la identidad andina.
En 1992, trabajó recorriendo Europa haciendo teatro callejero en diversos escenarios de Alemania y Polonia durante siete meses en protesta por la celebración del V Centenario del Descubrimiento de América.
Reynaldo vive en Pueblo Libre. Tiene una hija, que es cineasta y reside en Los Ángeles, además de 2 nietos.

## Filmografía

### Películas
- Un mulato llamado Martín (1975), como el hijo de Túpac
- Túpac Amaru (1984), como Túpac Amaru II
- Hour of the assassin (1987), como Paladoro
- Heroes stand alone (1989), como Roadrunner
- Ni con Dios ni con El Diablo (1990), como Julián
- Sniper (1993), como Cacique
- Fire on the Amazon (1993), como Djamori
- Max is missing (Max ha desaparecido, 1995) como El Gran Inca
- Flor de retama (2004) como Octavio
- Good bye, Pachacutec (2005)
- El tunche (2006)
- El señor de Sipán — documental (2007)
- Japy ending (2014)
- Gloria del Pacífico (2014), como Vicente, el soldado sobreviviente
- Perro guardián (2014)
- Al filo de la ley (2015)
- Súper Cóndor (2015)
- El puma (2022)[11]
- Una aventura gigante (2023)
- Tatuajes en la memoria (2024), como autoridad comunal
- Los indomables (2024), como Túpac Amaru II
- Killapa Wawan (2024)

### Telenovelas y series
- Simplemente María (1969)
- Natacha (1970)
- El diario de Pablo Marcos (1976) como Castro
- El hombre que debe morir (1989)
- El ángel vengador: Calígula (1994)
- Los de arriba y los de abajo (1994) como Emilio Campos
- Leonela, muriendo de amor (1997) como Cayetano
- Luz María (1998) como Mingo
- Isabella, mujer enamorada (1999) como Padre Rubén
- Milagros (2000–01) como Leoncio Peña "El Jaguar"
- Tormenta de pasiones (2004–05) como Pancho
- Eva del Edén (2004) como alcalde Don Gonzalo Taulichusco
- El gran reto (2008)
- Los diablos azules (2008) como suboficial Quispe
- Hasta las estrellas (2010) como Comandante Emilio Segura
- Ciro, el ángel del colca (2013-14) como Ciro Castillo Rojo, padre
- Somos family (2015)
- Guau, Miau y Güi (2020)[12]
- Los otros libertadores (2021) como Francisco Tupac Amaru

## Teatro
- Fama
- Refugio de ángeles en el Festival de teatro del ICPNA
- Píntalo de azul
- El arte de las putas
- El último tango en París
- Huérfanos (1998)
- Incas: luces y sonido (2008) como Sumo Sacerdote
- Manuelita Saenz y el libertador (Paramonga) (2009)
- Ojos bonitos, cuadros feos (2011)
- Saltimbanquis en la ciudad (2012) de Gloria María Solari
- El marqués de Mangomarca (2012) de Sergio Arrau
- El colibrí mágico (2013) de Gloria María Solari
- Aniversario caral (2015) en Madre Rayguana
- Eutanasia (2017) de Gianfranco Mejia
- Lima de veras (2018), como Luis Enrique
- Romeo Guanaco y Julieta Vicuña (2018) de Gloria María Solari
- La tropa de lata y la princesa recicladora (2019) de Gloria María Solari
- Casa de muñecas (2022)
- La Ambulante (2024) de Christopher Cruzado Ojeda
- Geppetto y Pinocho de Daniel Cuadros Mozombite.[13]

## Premios y nominaciones
| Año  | Lugar         | País | Categoría   | Trabajo                | Resultado | Notas  |
| ---- | ------------- | ---- | ----------- | ---------------------- | --------- | ------ |
| 2021 | Premios Luces | Perú | Mejor actor | Los otros libertadores | Nominado  | [ 14 ] |